# Абрам Барац
Абрам Барац (14 вересня 1895, Кишинів, Бессарабська губернія — 1975, Париж) — французький скульптор і шахіст. Триразовий чемпіон Парижа (1925, 1926 і 1928), переможець міжнародних турнірів у Єрі (1926), Гастінгсі (1927-1928) та Бухаресті (1930).

## Життєпис
Абрам Барац народився 1895 року в Бессарабії. У 1920-х роках навчався скульптури в паризькій школі красних мистецтв, одночасно від початку 1920-х років брав участь у шахових турнірах у Франції, Великій Британії та Румунії. До кінця життя жив у Парижі.
Першого серйозного успіху домігся 1924 року, посівши друге місце на турнірі в Парижі, де поступився Євгену Зноско-Боровському. Наступного року на першому чемпіонаті Парижа поділив перше місце з Віталієм Гальберштадтом; перемагав також на третьому (1927) і четвертому (1928) чемпіонатах Парижа. Посів третє місце на паризькому чемпіонаті 1925 року, поділив 2-4 місця там само в 1929 році.
У 1926 році виграв турнір у Єрі (Hyères) в Провансі, перемігши Давида Яновського (див. партію тут), 1927 року взяв четверте місце там само. Поділив перше-друге місце з Жоржем Колтановським на різдвяному турнірі в Гастінгсі 1927-1928 року (6-те місце в 1930-1931 році) і з Векслером на міжнародному турнірі в Бухаресті 1930 року.
Виступав за Румунію на міжнародних шахових олімпіадах в Гамбурзі (1930) і Празі (1931) .
Інші результати: п'яте місце на турнірі 1926 року в Скарсборо (Північний Йоркшир); 2-3 місце (з Росселлі де Турко) на турнірі 1932 року в Ніцці; 3-4-тє місце (з Андором Лілієнталем) у 1933 році в Парижі; 3-тє місце 1938 року і 4-те місце 1939 року в Парижі.
Брав участь в експозиціях паризького Осіннього салону (1926-1928).
Абрам Барац товаришував з Олександром Алехіним і написав книгу спогадів про нього (Testament d Alekhine, 1972). 1956 року виконав надгробний пам'ятник Альохіну на цвинтарі Монпарнас у Парижі. Надгробну композицію складали гранітна основа з горизонтально розташованої шахівницею, гранітна стела з написом, увінчана мармуровим горельєфом гросмейстера. Пам'ятник зруйнувався в грудні 1999 року, не витримавши різких поривів вітру. Частково його відновили (без вкраденого горельєфа) у 2003 році. Новий, на цей раз бронзовий, горельєф відповідно до вихідного макету Бараца було запропоновано зробити скульптору Дмитру Камінкеру, який, у свою чергу, створив власний проект пам'ятника (дотепер часу не реалізований).

## Галерея робіт А. Бараца
- Портрет О. Алехіна [Архівовано 5 жовтня 2010 у Wayback Machine.]
- Горельєф О. Алехіна (деталь надгробного пам'ятника, 1956) [Архівовано 24 березня 2007 у Wayback Machine.]

## Інші шахісти, які народилися в Бессарабії
- Гарі Кошницький
- Мона Мей Карф